# Laura Wiesböck

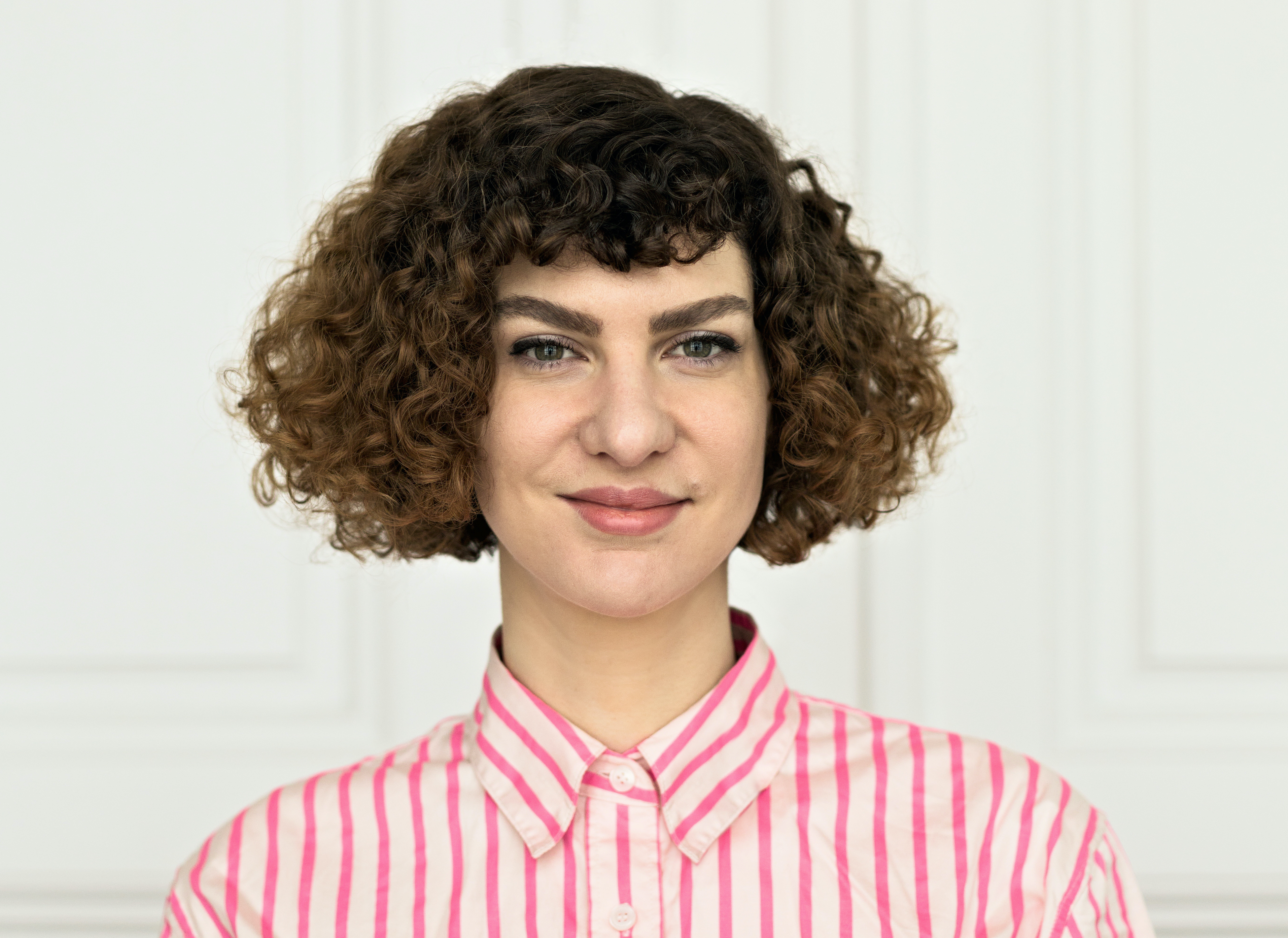
Laura Wiesböck (2023)

Laura Wiesböck (* 1987 in Wien) ist eine österreichische Soziologin.

## Leben
Wiesböck promovierte im Fach Soziologie an der Universität Wien. Im Zuge ihrer akademischen Laufbahn absolvierte sie Studien- und Forschungsaufenthalte an der Université Catholique de Louvain La Neuve, dem CUNY Graduate Center, der Syracuse University, der University of Oxford und der National Taiwan University, sowie einen Lehraufenthalt an der University of Ghana. In ihrer Forschung beschäftigt sich die Soziologin mit Formen, Ursachen und Auswirkungen sozialer Ungleichheit besonders im Hinblick auf Arbeit, Armut und Geschlecht. In ihrer Lehrtätigkeit widmet sie sich darüber hinaus Themen wie Sprache und Macht, Soziologie der Liebe und Coolness als kulturelle Praxis. Ihre Dissertation Facets of Cross-Border Commuting in the Central European Region and the (Re)Production of Inequalities wurde vielfach ausgezeichnet.
Laura Wiesböck arbeitet an der Schnittstelle von Wissenschaft, öffentlicher Wissensverbreitung und sozialem Engagement. Neben ihrer Forschungstätigkeit kommuniziert sie gesellschaftskritische Perspektiven in der medialen Öffentlichkeit (z. B. Associated Press, Libération, Die Zeit, Süddeutsche Zeitung) und hält Fachvorträge für staatliche und kulturelle Einrichtungen (z. B. österreichisches Parlament, Tanzquartier Wien, Bucerius Kunstforum) sowie internationale Diskurs-Festivals (z. B. re:publica, Phil.Cologne). Die Wissenschafterin ist Initiatorin des praxisnahen Leitfadens Online-Meetings chancengerecht gestalten wie auch der Website gigclean.net, auf der sich Haushaltsreinigungskräfte in 16 Sprachen über ihre arbeitsrechtliche Lage informieren können. Darüber hinaus engagiert sich die Soziologin für ein gewaltfreies und ökonomisch unabhängiges Leben von Frauen, ist Mitglied der Allianz „Gewaltfrei leben“ und war Teil des Parlamentarischen Dialogs „Gemeinsam gegen Gewalt an Frauen“.
Im September 2018 erschien ihr Sachbuch In besserer Gesellschaft. Der selbstgerechte Blick auf die Anderen bei Kremayr & Scheriau, das in Deutschland und Österreich vielfach rezipiert wurde. Der Radiosender Ö1 widmete ihr eine Folge der Sendereihe Gedanken. Im Juli 2020 ist das Buch als Übersetzung in Südkorea erschienen. Im Jänner 2025 veröffentlichte sie das Sachbuch Digitale Diagnosen. Psychische Gesundheit als Social-Media-Trend bei Zsolnay. Die Publikation hat große Resonanz erhalten (u. a. FAZ, Spiegel, SRF Sternstunde Philosophie), erreichte im März 2025 Platz 1 der DIE ZEIT-Sachbuch-Bestenliste und wurde für den Tractatus-Preis nominiert. Zudem ist Laura Wiesböck Expertin in dem Dokumentarfilm Feminism WTF der Regisseurin Katharina Mückstein. Der Film feierte seine Weltpremiere in Kopenhagen, wurde auf zahlreichen internationalen Festivals gezeigt (u. a. Zürich, Warschau, Porto) und mit dem Diagonale-Publikumspreis 2023 ausgezeichnet.
Aktuell leitet die Soziologin die Junior Research Gruppe „Digitalisierung und soziale Transformation“ am Institut für Höhere Studien Wien.

## Auszeichnungen
- 2024: Förderungspreis der Stadt Wien für Geistes- und Sozialwissenschaften[21]
- 2021: Käthe-Leichter-Preis
- 2020: Danubius Young Scientist Award
- 2019: Kurt Rothschild Preis
- 2018: Bank Austria Forschungspreis
- 2016: Theodor-Körner-Preis[22] und Marietta-Blau-Stipendium

## Schriften

### Bücher
- Wiesböck, Laura (2025): Digitale Diagnosen. Psychische Gesundheit als Social-Media-Trend. Wien: Zsolnay. ISBN 978-3-552-07542-9
- Verwiebe, Roland / Wiesböck, Laura (Hg.) (2021): Mittelschicht unter Druck: Dynamiken in der österreichischen Mitte. Wiesbaden: VS Verlag. ISBN 978-3-658-31522-1
- Wiesböck, Laura (2018): In besserer Gesellschaft. Der selbstgerechte Blick auf die Anderen. Wien: Kremayr & Scheriau. ISBN 978-3-218-01133-4

### Aufsätze (Auswahl)
- Wiesböck, Laura / Radlherr, Julia / Vo, Mai Linh Angelique (2023): Domestic Cleaners in the Informal Labour Market: New Working Realities Shaped by the Gig Economy? Social Inclusion 11 (4): 1-12.
- Wiesböck, Laura / Verwiebe, Roland (2023): Sind Einkommensunterschiede zu groß? Eine Analyse von Einstellungen in der österreichischen Bevölkerung. Österreichische Zeitschrift für Soziologie 48: 53–66.
- Wiesböck, Laura / Verwiebe, Roland (2020): Armut. In: Flicker, Eva / Parzer, Michael (Hg.): Forschungs- und Anwendungsfelder der Soziologie. Wien: Facultas.
- Wiesböck, Laura (2019): „Er lässt mir immer das Fleisch anbrennen.“ Über doppelte Vergesellschaftung und Mental Load. In: Haindorfer, Raimund / Schlechter, Maria / Seewann, Lena (Hg.), Soziologische Momente im Alltag (196–200). Von der Sauna bis zur Kirchenbank. Wien: new academic press.
- Wiesböck, Laura / Verwiebe, Roland (2017): Crossing the Border for a Higher Status? Occupational Mobility of East-West Commuters in the Central European Region. International Journal of Sociology 47: 1–20.
- Wiesböck, Laura (2016): A Preferred Workforce? Employment Practices in the Central European Region Regarding East-West Cross-Border Labour Commuters. Österreichische Zeitschrift für Soziologie 41 (4): 391–407.
- Wiesböck, Laura (2015): Das performierende Selbst im Hochschulsystem. Soziologiemagazin 12: Bildung, Wissen und Eliten (60–69).
- Verwiebe, Roland / Wiesböck, Laura / Teitzer, Roland (2014): New Forms of Intra-European Migration, Labour Market Dynamics and Social Inequality in Europe. In: Amelina, Anna / Vasilache, Andreas (Hg.) Mobile Inequalities in a Mobile Europe. Migration Letters 11 (2): 125–136
- Verwiebe, Roland / Troger, Tobias / Wiesböck, Laura / Teitzer, Roland / Fritsch, Nina-Sophie (2014): Austria – The Bastion of Calm? Stability and Change in Inequalities in Times of Welfare State Reforms and Employment Flexibilization. In: Salverda, Wiemer et al. (Hg.) Changing Inequalities and Societal Impacts in Rich Countries: Thirty Countries’ Experiences (71–95). Oxford: Oxford University Press.
- Wiesböck, Laura (2011). Migration – Armut – Exklusion. Trend- und Strukturanalysen zur Ausgrenzung von MigrantInnen in Österreich. In: Verwiebe, Roland (Hg.) Armut in Österreich (209–231). Vienna: Braumüller Verlag.